# ACF Fiorentina 2025-2026
Questa voce raccoglie le informazioni riguardanti l'ACF Fiorentina nelle competizioni ufficiali della stagione 2025-2026.

## Stagione
Dopo una sola stagione Raffaele Palladino si dimette dalla carica di allenatore della squadra ,e al suo posto ritorna come nuovo allenatore Stefano Pioli, reduce dall'esperienza araba all'Al-Nassr.

## Divise e sponsor
| Casa |

## Rosa
Rosa e numerazione aggiornate al 20 agosto 2025.
| N. |                                 | Ruolo | Calciatore              |
| -- | ------------------------------- | ----- | ----------------------- |
| 1  | Italia (bandiera)               | P     | Luca Lezzerini          |
| 2  | Brasile (bandiera)              | D     | Dodô                    |
| 5  | Croazia (bandiera)              | D     | Marin Pongračić         |
| 6  | Italia (bandiera)               | D     | Luca Ranieri (capitano) |
| 7  | Svizzera (bandiera)             | C     | Simon Sohm              |
| 8  | Italia (bandiera)               | C     | Rolando Mandragora      |
| 9  | Bosnia ed Erzegovina (bandiera) | A     | Edin Džeko              |
| 10 | Islanda (bandiera)              | A     | Albert Guðmundsson      |
| 11 | Marocco (bandiera)              | D     | Abdelhamid Sabiri       |
| 15 | Italia (bandiera)               | D     | Pietro Comuzzo          |
| 18 | Spagna (bandiera)               | D     | Pablo Marí              |
| 20 | Italia (bandiera)               | A     | Moise Kean              |
| 21 | Germania (bandiera)             | C     | Robin Gosens            |
| 22 | Italia (bandiera)               | C     | Jacopo Fazzini          |
| 23 | Bosnia ed Erzegovina (bandiera) | D     | Eman Košpo              |
| 24 | Marocco (bandiera)              | C     | Amir Richardson         |

| N. |                           | Ruolo | Calciatore         |
| -- | ------------------------- | ----- | ------------------ |
| 26 | Italia (bandiera)         | D     | Mattia Viti        |
| 27 | Italia (bandiera)         | C     | Cher Ndour         |
| 29 | Italia (bandiera)         | C     | Niccolò Fortini    |
| 30 | Italia (bandiera)         | P     | Tommaso Martinelli |
| 43 | Spagna (bandiera)         | P     | David de Gea       |
| 44 | Italia (bandiera)         | C     | Nicolò Fagioli     |
| 60 | Italia (bandiera)         | D     | Eddy Kouadio       |
| 61 | Italia (bandiera)         | A     | Riccardo Braschi   |
| 65 | Italia (bandiera)         | D     | Fabiano Parisi     |
| 99 | Costa d'Avorio (bandiera) | A     | Christian Kouamé   |
|    | Rep. Ceca (bandiera)      | C     | Antonín Barák      |
|    | Argentina (bandiera)      | A     | Lucas Beltrán      |
|    | Francia (bandiera)        | C     | Jonathan Ikoné     |
|    | Argentina (bandiera)      | C     | Gino Infantino     |
|    | Croazia (bandiera)        | A     | Josip Brekalo      |
|    | Italia (bandiera)         | C     | Lorenzo Amatucci   |

## Calciomercato

### Sessione estiva
| Acquisti         | Acquisti            | Acquisti      | Acquisti                  |
| R.               | Nome                | da            | Modalità                  |
| ---------------- | ------------------- | ------------- | ------------------------- |
| C                | Nicolò Fagioli      | Juventus      | riscatto (13,5 milioni €) |
| A                | Albert Guðmundsson  | Genoa         | riscatto (13 milioni €)   |
| C                | Jacopo Fazzini      | Empoli        | definitivo (10 milioni €) |
| C                | Robin Gosens        | Union Berlino | definitivo (7 milioni €)  |
| A                | Edin Džeko          | Fenerbahçe    | gratuito                  |
| D                | Mattia Viti         | Empoli        | prestito                  |
| C                | Simon Sohm          | Parma         | definitivo (15 milioni €) |
| Altre operazioni |                     |               |                           |
| R.               | Nome                | da            | Modalità                  |
| A                | Nicolás González    | Juventus      | fine prestito             |
| C                | Abdelhamid Sabiri   | Al-Fayha      | fine prestito             |
| D                | Michael Kayode      | Brentford     | fine prestito             |
| D                | Niccolò Fortini     | Juve Stabia   | fine prestito             |
| A                | Jonathan Ikoné      | Como          | fine prestito             |
| A                | M'Bala Nzola        | Lens          | fine prestito             |
| D                | Nicolás Valentini   | Verona        | fine prestito             |
| A                | Riccardo Sottil     | Milan         | fine prestito             |
| A                | Christian Kouamé    | Empoli        | fine prestito             |
| C                | Sofyan Amrabat      | Fenerbahçe    | fine prestito             |
| A                | Josip Brekalo       | Kasımpaşa     | fine prestito             |
| C                | Antonín Barák       | Monza         | fine prestito             |
| D                | Edoardo Pierozzi    | Pescara       | fine prestito             |
| A                | Filippo Distefano   | Frosinone     | fine prestito             |
| C                | Gino Infantino      | Al-Ain        | fine prestito             |
| C                | Lorenzo Amatucci    | Salernitana   | fine prestito             |
| P                | Oliver Christensen  | Salernitana   | fine prestito             |
| D                | Lorenzo Lucchesi    | Venezia       | fine prestito             |
| C                | Costantino Favasuli | Bari          | fine prestito             |
| D                | Gabriele Ferrarini  | Feralpisalò   | fine prestito             |
| D                | Dimo Krastev        | Ternana       | fine prestito             |
| D                | Mattia Macchi       | Grosseto      | fine prestito             |
| C                | Niccolò Nardi       | Pianese       | fine prestito             |
| D                | Eduard Duțu         | Foggia        | fine prestito             |

| Cessioni         | Cessioni           | Cessioni      | Cessioni                    |
| R.               | Nome               | a             | Modalità                    |
| ---------------- | ------------------ | ------------- | --------------------------- |
| A                | Nicolás González   | Juventus      | ' riscatto (28,1 milioni €) |
| D                | Michael Kayode     | Brentford     | ' riscatto (17,5 milioni €) |
| C                | Sofyan Amrabat     | Fenerbahçe    | definitivo (12 milioni €)   |
| D                | Matías Moreno      | Levante       | prestito (500 mila €)       |
| P                | Oliver Christensen | Sturm Graz    | prestito                    |
| Altre operazioni |                    |               |                             |
| R.               | Nome               | a             | Modalità                    |
| C                | Gabriele Ferrarini |               | svincolato                  |
| A                | M'Bala Nzola       | Pisa          | prestito                    |
| C                | Eduard Duțu        |               | svincolato                  |
| D                | Cristiano Biraghi  | Torino        | riscatto (100 mila €)       |
| A                | Riccardo Sottil    | Lecce         | prestito                    |
| C                | Edoardo Pierozzi   | Benevento     | gratuito                    |
| A                | Albert Guðmundsson | Genoa         | fine prestito               |
| C                | Nicolò Fagioli     | Juventus      | fine prestito               |
| C                | Nicolò Zaniolo     | Galatasaray   | fine prestito               |
| C                | Yacine Adli        | Milan         | fine prestito               |
| C                | Andrea Colpani     | Monza         | fine prestito               |
| D                | Robin Gosens       | Union Berlino | fine prestito               |
| C                | Michael Folorunsho | Napoli        | fine prestito               |
| C                | Edoardo Bove       | Roma          | fine prestito               |
| C                | Danilo Cataldi     | Lazio         | fine prestito               |

### Sessione invernale(dal 2/1 al 3/2)
| Acquisti         | Acquisti         | Acquisti         | Acquisti         |
| R.               | Nome             | da               | Modalità         |
| Altre operazioni | Altre operazioni | Altre operazioni | Altre operazioni |
| R.               | Nome             | da               | Modalità         |
| ---------------- | ---------------- | ---------------- | ---------------- |

| Cessioni         | Cessioni         | Cessioni         | Cessioni         |
| R.               | Nome             | a                | Modalità         |
| Altre operazioni | Altre operazioni | Altre operazioni | Altre operazioni |
| R.               | Nome             | da               | Modalità         |
| ---------------- | ---------------- | ---------------- | ---------------- |

## Risultati

### Serie A

#### Girone di andata
| Cagliari 24 agosto 2025, ore 18:30 CEST 1ª giornata | Cagliari | – referto | Fiorentina | Unipol Domus |

| Torino 31 agosto 2025, ore 18:30 CEST 2ª giornata | Torino | – referto | Fiorentina | Stadio Olimpico Grande Torino |

| Firenze 13 settembre 2025, ore 20:45 CEST 3ª giornata | Fiorentina | – referto | Napoli | Stadio Artemio Franchi |

| Firenze 4ª giornata | Fiorentina | – referto | Como | Stadio Artemio Franchi |

| Pisa 5ª giornata | Pisa | – referto | Fiorentina | Stadio Arena Garibaldi-Romeo Anconetani |

| Firenze 6ª giornata | Fiorentina | – referto | Roma | Stadio Artemio Franchi |

| Milano 7ª giornata | Milan | – referto | Fiorentina | Stadio Giuseppe Meazza |

| Firenze 8ª giornata | Fiorentina | – referto | Bologna | Stadio Artemio Franchi |

| Milano 9ª giornata | Inter | – referto | Fiorentina | Stadio Giuseppe Meazza |

| Firenze 10ª giornata | Fiorentina | – referto | Lecce | Stadio Artemio Franchi |

| Genova 11ª giornata | Genoa | – referto | Fiorentina | Stadio Luigi Ferraris |

| Firenze 12ª giornata | Fiorentina | – referto | Juventus | Stadio Artemio Franchi |

| Bergamo 13ª giornata | Atalanta | – referto | Fiorentina | Gewiss Stadium |

| Reggio Emilia 14ª giornata | Sassuolo | – referto | Fiorentina | Mapei Stadium - Città del Tricolore |

| Firenze 15ª giornata | Fiorentina | – referto | Verona | Stadio Artemio Franchi |

| Firenze 16ª giornata | Fiorentina | – referto | Udinese | Stadio Artemio Franchi |

| Parma 17ª giornata | Parma | – referto | Fiorentina | Stadio Ennio Tardini |

| Firenze 18ª giornata | Fiorentina | – referto | Cremonese | Stadio Artemio Franchi |

| Roma 19ª giornata | Lazio | – referto | Fiorentina | Stadio Olimpico |

#### Girone di ritorno
| Firenze 20ª giornata | Fiorentina | – referto | Milan | Stadio Artemio Franchi |

| Bologna 21ª giornata | Bologna | – referto | Fiorentina | Stadio Renato Dall'Ara |

| Firenze 22ª giornata | Fiorentina | – referto | Cagliari | Stadio Artemio Franchi |

| Napoli 23ª giornata | Napoli | – referto | Fiorentina | Stadio Diego Armando Maradona |

| Firenze 24ª giornata | Fiorentina | – referto | Torino | Stadio Artemio Franchi |

| Como 25ª giornata | Como | – referto | Fiorentina | Stadio Giuseppe Sinigaglia |

| Firenze 26ª giornata | Fiorentina | – referto | Pisa | Stadio Artemio Franchi |

| Udine 27ª giornata | Udinese | – referto | Fiorentina | Stadio Friuli |

| Firenze 28ª giornata | Fiorentina | – referto | Parma | Stadio Artemio Franchi |

| Cremona 29ª giornata | Cremonese | – referto | Fiorentina | Stadio Giovanni Zini |

| Firenze 30ª giornata | Fiorentina | – referto | Inter | Stadio Artemio Franchi |

| Verona 31ª giornata | Verona | – referto | Fiorentina | Stadio Marcantonio Bentegodi |

| Firenze 32ª giornata | Fiorentina | – referto | Lazio | Stadio Artemio Franchi |

| Lecce 33ª giornata | Lecce | – referto | Fiorentina | Stadio Via del mare |

| Firenze 34ª giornata | Fiorentina | – referto | Sassuolo | Stadio Artemio Franchi |

| Roma 35ª giornata | Roma | – referto | Fiorentina | Stadio Olimpico |

| Firenze 36ª giornata | Fiorentina | – referto | Genoa | Stadio Artemio Franchi |

| Torino 37ª giornata | Juventus | – referto | Fiorentina | Allianz Stadium |

| Firenze 38ª giornata | Fiorentina | – referto | Atalanta | Stadio Artemio Franchi |

### Coppa Italia
Fase a eliminazione diretta

### UEFA Conference League

#### Qualificazioni
| Prešov 21 agosto 2025, ore 20:00 CEST Spareggi - Andata | Polіssja Žytomyr | – referto | Fiorentina | Tatran \| Arbitro: \| Aghayev \| |
| Arbitro:                                                | Aghayev          |           |            |                                  |

| Reggio Emilia 28 agosto 2025, ore 20:00 CEST Spareggi - Ritorno | Fiorentina           | – ( - tot.) referto | Polіssja Žytomyr | Mapei Stadium - Città del Tricolore \| Arbitro: \| De Burgos Bengoetxea \| |
| Arbitro:                                                        | De Burgos Bengoetxea |                     |                  |                                                                            |

## Statistiche

### Statistiche di squadra
| Competizione      | Punti | In casa | In casa | In casa | In casa | In casa | In casa | In trasferta | In trasferta | In trasferta | In trasferta | In trasferta | In trasferta | In campo neutro | In campo neutro | In campo neutro | In campo neutro | In campo neutro | In campo neutro | Totale | Totale | Totale | Totale | Totale | Totale | DR |
| Competizione      | Punti | G       | V       | N       | P       | Gf      | Gs      | G            | V            | N            | P            | Gf           | Gs           | G               | V               | N               | P               | Gf              | Gs              | G      | V      | N      | P      | Gf     | Gs     | DR |
| ----------------- | ----- | ------- | ------- | ------- | ------- | ------- | ------- | ------------ | ------------ | ------------ | ------------ | ------------ | ------------ | --------------- | --------------- | --------------- | --------------- | --------------- | --------------- | ------ | ------ | ------ | ------ | ------ | ------ | -- |
| Serie A           | -     |         |         |         |         |         |         |              |              |              |              |              |              | -               | -               | -               | -               | -               | -               |        |        |        |        |        |        |    |
| Coppa Italia      | -     |         |         |         |         |         |         |              |              |              |              |              |              | -               | -               | -               | -               | -               | -               |        |        |        |        |        |        |    |
| Conference League | -     |         |         |         |         |         |         |              |              |              |              |              |              | -               | -               | -               | -               | -               | -               |        |        |        |        |        |        |    |
| Totale            | -     |         |         |         |         |         |         |              |              |              |              |              |              | -               | -               | -               | -               | -               | -               |        |        |        |        |        |        |    |

### Andamento in campionato
| Giornata  | 1 | 2 | 3 | 4 | 5 | 6 | 7 | 8 | 9 | 10 | 11 | 12 | 13 | 14 | 15 | 16 | 17 | 18 | 19 | 20 | 21 | 22 | 23 | 24 | 25 | 26 | 27 | 28 | 29 | 30 | 31 | 32 | 33 | 34 | 35 | 36 | 37 | 38 |
| --------- | - | - | - | - | - | - | - | - | - | -- | -- | -- | -- | -- | -- | -- | -- | -- | -- | -- | -- | -- | -- | -- | -- | -- | -- | -- | -- | -- | -- | -- | -- | -- | -- | -- | -- | -- |
| Luogo     | T | T | C | C | T | C | T | C | T | C  | T  | C  | T  | T  | C  | C  | T  | C  | T  | C  | T  | C  | T  | C  | T  | C  | T  | C  | T  | C  | T  | C  | T  | C  | T  | C  | T  | C  |
| Risultato |   |   |   |   |   |   |   |   |   |    |    |    |    |    |    |    |    |    |    |    |    |    |    |    |    |    |    |    |    |    |    |    |    |    |    |    |    |    |
| Posizione |   |   |   |   |   |   |   |   |   |    |    |    |    |    |    |    |    |    |    |    |    |    |    |    |    |    |    |    |    |    |    |    |    |    |    |    |    |    |

Legenda:

Luogo: C = Casa; T = Trasferta. Risultato: V = Vittoria; N = Pareggio; P = Sconfitta.

### Statistiche dei giocatori
| Giocatore      | Serie A  | Serie A | Serie A     | Serie A    | Coppa Italia | Coppa Italia | Coppa Italia | Coppa Italia | Conference League | Conference League | Conference League | Conference League | Totale   | Totale | Totale      | Totale     |
| Giocatore      | Presenze | Reti    | Ammonizioni | Espulsioni | Presenze     | Reti         | Ammonizioni  | Espulsioni   | Presenze          | Reti              | Ammonizioni       | Espulsioni        | Presenze | Reti   | Ammonizioni | Espulsioni |
| -------------- | -------- | ------- | ----------- | ---------- | ------------ | ------------ | ------------ | ------------ | ----------------- | ----------------- | ----------------- | ----------------- | -------- | ------ | ----------- | ---------- |
| A. Barák       | 0        | 0       | 0           | 0          | 0            | 0            | 0            | 0            | 0                 | 0                 | 0                 | 0                 | 0        | 0      | 0           | 0          |
| A. Bianco      | 0        | 0       | 0           | 0          | 0            | 0            | 0            | 0            | 0                 | 0                 | 0                 | 0                 | 0        | 0      | 0           | 0          |
| L. Beltrán     | 0        | 0       | 0           | 0          | 0            | 0            | 0            | 0            | 0                 | 0                 | 0                 | 0                 | 0        | 0      | 0           | 0          |
| P. Comuzzo     | 0        | 0       | 0           | 0          | 0            | 0            | 0            | 0            | 0                 | 0                 | 0                 | 0                 | 0        | 0      | 0           | 0          |
| D. de Gea      | 0        | -0      | 0           | 0          | 0            | -0           | 0            | 0            | 0                 | -0                | 0                 | 0                 | 0        | -0     | 0           | 0          |
| Dodô           | 0        | 0       | 0           | 0          | 0            | 0            | 0            | 0            | 0                 | 0                 | 0                 | 0                 | 0        | 0      | 0           | 0          |
| E. Džeko       | 0        | 0       | 0           | 0          | 0            | 0            | 0            | 0            | 0                 | 0                 | 0                 | 0                 | 0        | 0      | 0           | 0          |
| N. Fagioli     | 0        | 0       | 0           | 0          | 0            | 0            | 0            | 0            | 0                 | 0                 | 0                 | 0                 | 0        | 0      | 0           | 0          |
| J. Fazzini     | 0        | 0       | 0           | 0          | 0            | 0            | 0            | 0            | 0                 | 0                 | 0                 | 0                 | 0        | 0      | 0           | 0          |
| R. Gosens      | 0        | 0       | 0           | 0          | 0            | 0            | 0            | 0            | 0                 | 0                 | 0                 | 0                 | 0        | 0      | 0           | 0          |
| A. Guðmundsson | 0        | 0       | 0           | 0          | 0            | 0            | 0            | 0            | 0                 | 0                 | 0                 | 0                 | 0        | 0      | 0           | 0          |
| J. Ikoné       | 0        | 0       | 0           | 0          | 0            | 0            | 0            | 0            | 0                 | 0                 | 0                 | 0                 | 0        | 0      | 0           | 0          |
| M. Kean        | 0        | 0       | 0           | 0          | 0            | 0            | 0            | 0            | 0                 | 0                 | 0                 | 0                 | 0        | 0      | 0           | 0          |
| C. Kouamé      | 0        | 0       | 0           | 0          | 0            | 0            | 0            | 0            | 0                 | 0                 | 0                 | 0                 | 0        | 0      | 0           | 0          |
| R. Mandragora  | 0        | 0       | 0           | 0          | 0            | 0            | 0            | 0            | 0                 | 0                 | 0                 | 0                 | 0        | 0      | 0           | 0          |
| P. Marí        | 0        | 0       | 0           | 0          | 0            | 0            | 0            | 0            | 0                 | 0                 | 0                 | 0                 | 0        | 0      | 0           | 0          |
| T. Martinelli  | 0        | -0      | 0           | 0          | 0            | -0           | 0            | 0            | 0                 | -0                | 0                 | 0                 | 0        | -0     | 0           | 0          |
| C. Ndour       | 0        | 0       | 0           | 0          | 0            | 0            | 0            | 0            | 0                 | 0                 | 0                 | 0                 | 0        | 0      | 0           | 0          |
| F. Parisi      | 0        | 0       | 0           | 0          | 0            | 0            | 0            | 0            | 0                 | 0                 | 0                 | 0                 | 0        | 0      | 0           | 0          |
| M. Pongračić   | 0        | 0       | 0           | 0          | 0            | 0            | 0            | 0            | 0                 | 0                 | 0                 | 0                 | 0        | 0      | 0           | 0          |
| L. Ranieri     | 0        | 0       | 0           | 0          | 0            | 0            | 0            | 0            | 0                 | 0                 | 0                 | 0                 | 0        | 0      | 0           | 0          |
| A. Richardson  | 0        | 0       | 0           | 0          | 0            | 0            | 0            | 0            | 0                 | 0                 | 0                 | 0                 | 0        | 0      | 0           | 0          |
| S. Sohm        | 0        | 0       | 0           | 0          | 0            | 0            | 0            | 0            | 0                 | 0                 | 0                 | 0                 | 0        | 0      | 0           | 0          |
| P. Terracciano | 0        | -0      | 0           | 0          | 0            | -0           | 0            | 0            | 0                 | -0                | 0                 | 0                 | 0        | -0     | 0           | 0          |
| M. Viti        | 0        | 0       | 0           | 0          | 0            | 0            | 0            | 0            | 0                 | 0                 | 0                 | 0                 | 0        | 0      | 0           | 0          |

## Giovanili

### Piazzamenti
Primavera
- Campionato:
- Coppa Italia:
- Supercoppa Primavera:

Under-18
- Campionato:
- Torneo di Viareggio:

Under-17
- Campionato:

Under-16
- Campionato:

Under-15
- Campionato: